# Curve (группа)
Curve (в пер. с англ. Кривая) — рок-группа, образованная в Великобритании в 1990 году вокалисткой Тони Хэллидэй (англ. Toni Halliday) и мультиинструменталистом Дином Гарсия (англ. Dean Garcia). Curve оказали значительное влияние на альтернативный рок 1990-х и 2000-х годов.

## История

### Образование группы и первый успех (1990—1994)
Дин Гарсия начинал музыкальную карьеру как концертный бас-гитарист в группе Eurythmics. С Тони Хэллидэй он познакомился в 1983 году, когда она пришла записываться на студию Anxious Records, принадлежавшую одному из основателей дуэта Eurythmics, Дэйву Стюарту. В 1980-е годы они вдвоём создали собственную группу State of Play, которая, однако, не имела успеха и быстро распалась. Некоторое время Тони Хэллидэй безуспешно пыталась сделать сольную карьеру. Но в 1990 году Хэллидэй и Гарсия возобновили сотрудничество и объединились в группу Curve.
В 1991 году Curve выпустили три успешных мини-альбома, после чего, в 1992 году состоялся выход дебютного полноформатного альбома Doppelgänger, который попал в двадцатку лучших альбомов британского чарта. Вошедшие в альбом хиты «Horror Head», «Doppelgänger» и «Clipped» сделали Curve одними из самых влиятельных представителей направления шугейзинг. Группа также поддерживала свою популярность многочисленными гастролями, на которых также участвовали гитаристы Алекс Митчелл и Дебби Смит (Echobelly), и ударник Стив Монти.
В 1993 году Curve выпускают второй альбом Cuckoo, имевший более жёсткое и мрачное звучание. Он не повторил успеха дебютника и в следующем году группа прекратила деятельность.
Во время перерыва Хэллидэй создала группу Scylla, которая выступала в небольших клубах летом 1995 года, и официально выпустила всего две композиции: «Helen’s Face» (в саундтреке к фильму Шоугёлз) и «Get A Helmet» (которая звучит в фильме Нигде).

### Продолжение успеха и распад группы (1996—2005)
В 1996 году Curve воссоединились, выпустив сингл «Pink Girl With the Blues». В 1997 году выходит сингл «Chinese Burn», ставший известным хитом группы. За синглом последовал третий альбом Come Clean, в котором преобладало более электронное звучание. Композиции альбома были созданы на пересечении различных музыкальных стилей: брейкбита («Chinese Burn»), трип-хопа («Coming Up Roses», «Alligators Getting Up»), индастриала («Forgotten Sanity»). Come Clean имел большой коммерческий успех, и группа провела концертный тур в Европе.
К началу 2000-х годов активность группы резко возросла. В 2001 году выходит четвёртый альбом Gift, а также сборник не издававшихся ранее композиций Open Day at the Hate Fest. В следующем году Curve выпускают пятый альбом The New Adventures of Curve, который был доступен для загрузки с официального сайта группы.
В 2004 году группа выпускает сборник лучших песен The Way of Curve. В начале 2005 года Тони Хэллидэй сообщила о распаде группы, не объяснив причину. По её словам прекращение деятельности Curve было к лучшему. Последним на данный момент релизом Curve является сборник неизданных композиций и ремиксов Rare and Unreleased.

### Дальнейшая деятельность музыкантов
Дин Гарсия с 2007 года является участником группы SPC ECO (которую он создал вместе со своей дочерью Роуз Берлин) и ряда других музыкальных коллективов: The Black Holes, The Chronologic, The Secret Meeting и других. В 2011 году он также записал свой первый сольный альбом How Do You Feel?.
Тони Хэллидэй в 2008 году представила новый сольный проект Chatelaine на Myspace. Дебютный альбом Take A Line For A Walk появился в интернете в 2010 году.

## Музыкальный стиль
Ряд британских критиков оценивают раннее творчество Curve как шугейзинг, хотя уже на первых альбомах группы прослеживается влияние готик-рока, индастриала и электронной музыки. В начале 1990-х, добавляя к типичной для шугейзинга «стене гитарного звука» электронный семплинг, Curve определили то, чем впоследствии занимались такие коллективы, как The Prodigy, Republica, Garbage и многие другие.
Так, раннее творчество группы Garbage часто сравнивали с композициями Curve. В интервью журналу Volume 1996 года Тони Хэллидэй высказалась по поводу сравнений двух групп, сказав, что «в том, что делают Curve, тоже можно увидеть много взятого от Garbage, Sonic Youth, Valentines или какой-либо другой группы, которая делает что-то выходящее за пределы нормы. Сравнение с группой Бутча Вига для нас очень лестно — не только потому, что он блестящий человек, но и потому, что он блестящий продюсер, который создал множество наших любимых записей. Но в конечном счете, Garbage являются поп-группой, а Curve поп-группой никогда не была».
Однако, в другом интервью (для Cosmic Debris Magazine, 2001) Тони высказывалась иначе: «Мы всегда считали, что выпускаем прелестные поп-альбомчики с массой прелестных поп-песенок. (…) Нас называли „готами“ в Англии, кто-то нас называл „продавцами шума“… На нас наклеивали массу разных ярлыков, но никто никогда не называл нас поп-группой, хотя лично мне это было бы очень приятно.»

## Состав группы
Официальный состав
- Тони Хэллидэй — вокал, гитара[30]
- Дин Гарсия — гитара, бас-гитара, ударные, программирование[30]

Концертные участники
- Дебби Смит - гитара[30][31]
- Алекс Митчелл - гитара[30]
- Стив Монти - ударные[30]
- Роб Холлидэй - гитара
- Стивен Спринг – ударные[32]

## Дискография
| Студийные альбомы - Doppelgänger (1992) - Cuckoo (1993) - Come Clean (1998) - Gift (2001) - The New Adventures of Curve (2002) (интернет-релиз) | Сборники - Pubic Fruit (1993) - Radio Sessions (1993) - Open Day at the Hate Fest (2001) (интернет-релиз) - The Way of Curve (2004) - Rare and Unreleased (2010) (интернет-релиз) | Ремиксы - Пол ван Дайк – «Words» (Curved Headcase remix) - Tubeway Army – «Down in the Park» (Curve remix) - The Cure – «Just Say Yes» (Curve remix) |

Синглы
| Год  | Сингл                      | Высшая позиция | Высшая позиция | Альбом       |
| Год  | Сингл                      | UK             | US Alt         | Альбом       |
| ---- | -------------------------- | -------------- | -------------- | ------------ |
| 1991 | «Blindfold»                | 68             | —              | —            |
| 1991 | «Frozen»                   | 34             | —              | —            |
| 1991 | «Cherry»                   | 36             | 12             | —            |
| 1992 | «Faît Accompli»            | 22             | 17             | Doppelgänger |
| 1992 | «Horror Head»              | 31             | 23             | Doppelgänger |
| 1993 | «Blackerthreetracker»      | 39             | —              | Cuckoo       |
| 1993 | «Superblaster»             | —              | —              | Cuckoo       |
| 1996 | «Pink Girl With the Blues» | 97             | —              | —            |
| 1997 | «Chinese Burn»             | —              | —              | Come Clean   |
| 1998 | «Coming Up Roses»          | 51             | —              | Come Clean   |
| 2002 | «Perish»                   | 168            | —              | Gift         |
| 2003 | «Want More Need Less»      | —              | —              | Gift         |

## Видеоклипы
| Песня              | Режиссёр      |
| ------------------ | ------------- |
| «Ten Little Girls» | Софи Мюллер   |
| «Blindfold»        | (неизвестно)  |
| «Coast Is Clear»   | Софи Мюллер   |
| «Clipped»          | Кейр Хэллидэй |
| «Faît Accompli»    | Софи Мюллер   |
| «Horror Head»      | Барри Магуайр |
| «Missing Link»     | Ричард Хеслоп |
| «Superblaster»     | Ричард Хеслоп |
| «Chinese Burn»     | Софи Мюллер   |